# Kadłub sztywny

Schematyczny przekrój poprzeczny dwukadłubowego okrętu podwodnego. Pogrubioną linią oznaczono kadłub sztywny, wewnątrz zalewanego balastem kadłuba lekkiego.

Kadłub sztywny – zwany też ciśnieniowym, główna część kadłuba okrętu podwodnego, która w jednostkach o budowie dwukadłubowej stanowi ich wewnętrzną strukturę odporną na działanie ciśnienia wody w określonych konstrukcyjnie granicach. W jednostkach tego rodzaju kadłub sztywny umieszczony jest wewnątrz kadłuba lekkiego, nieodpornego na ciśnienie hydrostatyczne, za to – w odróżnieniu od kadłuba sztywnego – mającego zwykle opływową formę, zmniejszającą opory ruchu okrętu.

## Układ jednokadłubowy
Po zakończeniu II wojny światowej standardem w konstruowaniu jednostek podwodnych stała się konstrukcja jednokadłubowa, w której kadłub sztywny jest jednocześnie zewnętrzną osłoną wnętrza okrętu, z uwagi zaś na dążenie do ograniczania kosztów budowy okrętu jednostka nie ma typowego kadłuba lekkiego. Klasyczną konstrukcję dwukadłubową stosowały nadal jedynie stocznie radzieckie, a współcześnie rosyjskie. Na początku lat 80. XX wieku do służby we flocie radzieckiej wprowadzono zbudowane z wykorzystaniem owiniętych kadłubem lekkim nawet dwóch kadłubów sztywnych w układzie katamaranu okręty projektu 941 (NATO: Tajfun), których konstrukcję opracowano w biurze konstrukcyjnym Rubin (dawniej CKB-18). 20 maja 1959 roku, w holenderskiej stoczni Rotterdamse zwodowano pierwszą jednostkę typu Dolfijn, których kadłub sztywny składał się z trzech cylindrów. Górny cylinder kadłuba sztywnego o pełnej długości mieścił załogę, urządzenia dowodzenia i kontroli oraz systemy broni, podczas gdy dwa umieszczone równolegle poniżej krótsze cylindry mieściły niezależne od siebie moduły maszynowni. Konstrukcje te stanowią do dziś unikalne projekty ekstremalne.

## Głębokość zanurzenia
Kadłub sztywny projektowany jest z uwzględnieniem ściśle określonej głębokości zmiażdżenia (ang. collapse depth, crash depth), po osiągnięciu której - z niewielką tolerancją - jego zniszczenie musi być oczekiwane. Ciśnienie wody związane z tą głębokością brane jest za podstawę kalkulacji projektowych kadłuba, przy czym obok jego wytrzymałości, pod uwagę musi być brana również wytrzymałość na ciśnienie wszystkich elementów kadłuba wystawionych na działanie ciśnienia, a więc także luków, zaworów, wyrzutni torpedowych oraz odpornych na ciśnienie elementów zewnętrznej powłoki. Okręt podwodny nigdy nie powinien zanurzać się na głębokość zmiażdżenia, operując zasadniczo na głębokości nie przekraczającej dopuszczalnego zanurzenia obliczonego jako głębokość zmiażdżenia pomniejszona o określony margines bezpieczeństwa (głębokość testowa, ang. test depth).
Standardowy margines bezpieczeństwa okrętów niemieckiej Kriegsmarine wynosił 2,5, zaś dla amerykańskich okrętów podwodnych z czasów drugiej wojny światowej wynosił 1,5. We współczesnych marynarkach wojennych margines bezpieczeństwa mieści się między tymi wartościami. W jednostkach niemieckich z czasów drugiej wojny światowej, głębokość zmiażdżenia określona była na 250 metrów, co przy zastosowaniu ówczesnych metod kalkulacji z uwzględnieniem marginesu 2,5, zapewniało bezpieczne zanurzenie (głębokość testową) na głębokości 100 metrów. Gdy jednak niemieckie okręty znalazły się w obliczu  nieprzyjacielskiego ataku, często schodziły na głębokość 150-180 metrów bez odniesienia jakichkolwiek uszkodzeń. Przy uwzględnieniu natomiast współczesnych metod kalkulacji, okręty te miały głębokość zmiażdżenia wynoszącą 280 metrów. Stanowi to wyjaśnienie faktu, iż niemieckie okręty zanurzały się czasem aż na głębokość 250 metrów ulegając relatywnie niewielkim uszkodzeniom. Nigdy nie będzie wiadomo, czy którykolwiek z okrętów które zatonęły, zanurzył się na taką nieakceptowalnie wielką głębokość, ulegając skutkiem tego zniszczeniu.

## Obciążenie wstrząsami
Oprócz ciśnienia hydrostatycznego, kadłub sztywny okrętu podwodnego musi także wytrzymywać działanie fali uderzeniowej generowanej przez pobliskie detonacje. Podwodna detonacja wywołuje natychmiastową falę ciśnienia (fale uderzeniową), a następnie wibracje pęcherzy gazu. Siła uderzenia fali uderzeniowej jest malejąca, nakłada się jednak na nie działanie pęcherzy gazu, które przybywają krótki czas później. Nakładające się wibracje działają na kadłub sztywny wywołując efekt zasysania.

## Wytrzymałość kadłuba sztywnego
Jako zasada, środkowa część kadłuba sztywnego ma formę cylindryczną, ze stożkowymi zakończeniami oddzielonymi od części środkowej przez grodzie końcowe. Przekrój takiego kadłuba sztywnego jest okrągły. Kadłub ciśnieniowy poddawany jest ciśnieniu wody, którego efekt jest odwrotny do ciśnienia jakiemu poddawany jest bojler pod ciśnieniem wewnętrznym. W odróżnieniu od poddawanego ciśnieniu rozprężającemu bojlera, kadłub sztywny poddawany jest ciśnieniu sprężającemu.
Wzdłużne naprężenie bojlera stanowi 1/2 wielkości naprężenia obwodowego, to zaś stanowi:
{\displaystyle \sigma ={\frac {pxR}{s}}}
gdzie:

σ oznacza naprężenie (N/mm2)

p oznacza ciśnienie (bar = 10−1 N/mm2)

R oznacza promień (mm)

s oznacza grubość fragmentu kadłuba
Kadłub sztywny jest elastyczny – z wyjątkiem okrętów podwodnych zaprojektowanych do bardzo głębokiego zanurzania się – w konsekwencji bardziej ściśliwy niż otaczająca go woda morska. W rezultacie jeśli z takim kadłubem zanurzy się głębiej, kadłub ciśnieniowy zostaje ściśnięty silniej, a wyporność ulegnie zmniejszeniu co spowoduje iż okręt będzie szybciej zwiększał głębokość. Okręty przeznaczone do głębszego zanurzania – przez mniej ściśliwy kadłub niż ściśliwość otaczającej wody – muszą pobierać więcej wody do swoich zbiorników balastowych. Dzięki temu zjawisku, jednostki takie mogą utrzymywać zadaną głębokość zanurzenia, bez potrzeby użycia dodatkowych środków mechanicznych. W 1969 roku, amerykański okręt podwodny USS „Benjamin Franklin” (SSBN-640) skorzystał z tego zjawiska, przez trzy tygodnie unosząc się w Prądzie Zatokowym podczas eksperymentalnej podróży bez zasilania.